# Psalidodon dissensus
Psalidodon dissensus es una especie de pez de agua dulce que integra el género Psalidodon, de la familia Characidae, cuyos integrantes son denominados comúnmente mojarras o lambaríes. Habita en ambientes acuáticos templados del centro-este de Sudamérica. 

## Taxonomía
Esta especie fue descrita originalmente en el año 2013 por los ictiólogos Carlos A. S. de Lucena, Jonas Blanco Castro y Vinicius A. Bertaco.
Localidad y ejemplares tipo
La localidad tipo es: «Brasil, Río Grande del Sur, Candiota, arroyo Candiota, aguas abajo de la Central Termoeléctrica, cuenca del río Jaguarão, en las coordenadas: 31°34′36″S 53°40′22″O / -31.57667, -53.67278». El holotipo es el catalogado como: MCP 47000, el cual midió 65,1 mm. Fue colectado el 16 de febrero de 2001 por R. E. Reis, C. M. Joenck y T. Borges.
Etimología
Etimológicamente, el término Psalidodon se construye con palabras en el idioma griego, en donde: psali  forma diminutiva de psalis, significa ‘tijeras’ y odon que es ‘dientes’. El término específico dissensus refiere a la misma palabra en latín, la cual significa ‘en desacuerdo’, en referencia al diente heptacúspide del maxilar, el que es peculiar de esta especie pero poco común en las especies que integran el género Astyanax.

## Características
Es un pez de pequeño tamaño, con un máximo de 77 mm. Tiene un elevado y comprimido cuerpo. Su boca es terminal, con dos series de dientes en el premaxilar; dientes con 3 a 5 cúspides.
Psalidodon dissensus, al igual que P. xiru, tiene la región predorsal escamada. P. dissensus  se distingue del resto de las especies del género Psalidodon por exhibir además un diente en el maxilar con 7 cúspides, por tener de 22 a 28 radios ramificados en la aleta anal, de 35 a 39 escamas perforadas en la línea lateral completa, dos manchas humerales (la primera alargada verticalmente), una banda lateral continua en los radios centrales de aleta caudal, 6 o 7 series de escamas entre el origen de la aleta dorsal y la línea lateral, y por presentar la longitud de su cabeza una proporción de 22,7 a 27,3 % de la longitud estándar del animal.

## Distribución
Se distribuye en el centro-este de América del Sur, en gran parte del estado de Río Grande del Sur y en el sur de Santa Catarina, en el sur del Brasil.
Hidrográficamente vive en los sistemas de la laguna de los Patos-Merín y del río Uruguay, tanto superior como medio e inferior, mayormente en afluentes de su margen izquierda. Fue capturado (aunque es muy raro) en la cuenca del río Tramandaí, un curso fluvial perteneciente a la pendiente costera (Atlántica) del nordeste de Río Grande del Sur.
En la Argentina fue registrado en Yapeyú, en el borde oriental de la provincia de Corrientes.
También fue citado en el Uruguay, en el sistema del río Negro uruguayo (en su cuerpo principal y en la cuenca del arroyo Tupambaé), perteneciente a la cuenca del Plata, subcuenca del río Uruguay inferior, cuyas aguas también llegan al Atlántico vía el Río de la Plata.